# 第一三共
第一三共（日语：／ daiichi sankyō */?）是一家日本跨國制药公司，也是日本第二大制药公司。它在2019年实现了9818亿日元的收入。该公司拥有美国生物技术公司Plexxikon、美国制药公司American Regent、德国生物技术公司U3 Pharma，最近还出售了印度的Ranbaxy Laboratories。Daiichi Sankyo Co., Ltd.是血管紧张素II受体拮抗剂、美国畅销药物Benicar（奥美沙坦）的生产商。奥美沙坦2013年的全球销售额为3002亿日元。
Daiichi Sankyo, Inc.于2006 年开始在美国运营。它是Daiichi Sankyo Company, Limited的美国子公司，也是第一三共集团的成员。该组织包括美国商业运营和全球临床开发，总部位于新泽西州巴斯金里奇。
Daiichi Sankyo Europe, GmbH是欧洲子公司，总部位于德国慕尼黑。该组织负责 12 个欧洲国家的开发和制造。
Daiichi Sankyo Company, Limited是欧洲制药工业协会联合会和国际药品制造商协会联合会的正式成员。

## 历史
第一三共成立于2005年，由总部位于日本的百年制药公司三共制药和第一制药合并而成。三共制药由获得肾上腺素分离专利的高峰让吉博士创立。
1913年3月至1922年7月，高峰还是三共株式会社的第一任总裁。1990年，三共收购了总部位于慕尼黑的制药公司Luitpold-Werk Group。2019年，Luitpold以其美国Regent品牌更名。American Regent，现位于美国，是第一三共的子公司。

### 中国大陆历史
- 1999年11月18日，成立第一三共制药（上海）有限公司，存续至今。[9]
- 2009年11月5日，成立第一三共制药（北京）有限公司，2022年该公司注销，其在广州上海成都等地的分公司也一同注销。其在中国的业务及药物可乐必妥，由北京吉洛华制药有限公司承接，该公司为复星医药的子公司。[10]

## 产品
此列表并不全面：

### 肿瘤学
- Enhertu （德曲妥珠单抗 trastuzumab deruxtecan）
- Turalio （培西达替尼）
- Vanflyta （奎扎替尼）（仅日本有售）
- Zelboraf （维莫非尼）

### 心血管
- Benicar （奥美沙坦酯）（也作奥美沙坦酯氢氯噻嗪片、Azor、Olmetec、Rezaltas、Sevikar和Tribenzor出售）
- Effient （普拉格雷）（与礼来公司共同销售；也作为Efient出售）
- Lixiana/Savaysa（依度沙班）
- Minnebro（艾莎利酮）（仅日本有售）
- Nilemdo（bempedoic acid，仅在欧盟销售）（也作为 Nustendi 出售）